# Seznam německých fotografek

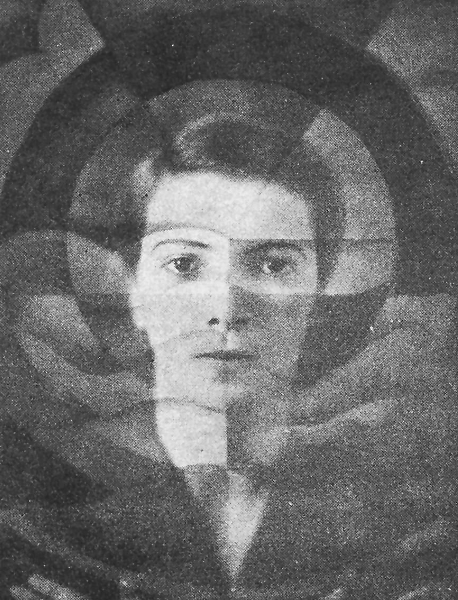
Yva

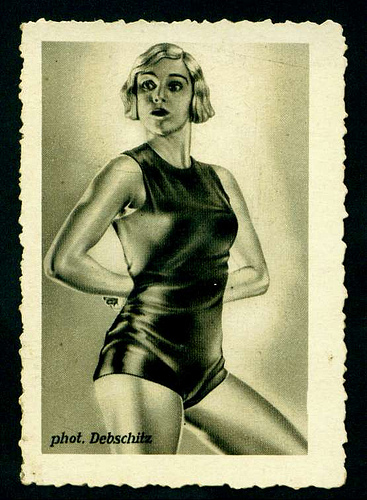
Wanda von Debschitz-Kunowski (1870–1935)

Toto je seznam německých fotografek, které se v Německu narodily nebo jejichž díla jsou s touto zemí úzce spojena.

## A
- Louise Abel (1841–1907), norská fotografka německého původu
- Gertrud Arndt (1903–2000), fotografka a textilní designérka spolupracující s uměleckým uskupením Bauhaus, známá díky autoportrétům kolem roku 1930, průkopnice ženského autoportrétu
- Ursula Arnold (1929–2012), pouliční scény v Berlíně a Lipsku během Německé demokratické republiky, spolu s Evelyn Richterovou a Arno Fischerovou jsou považovány za tři nejvýznamnější východoněmecké fotografy své generace
- Ellen Auerbach (1906–2004), viz seznam amerických fotografek

## B
- Tina Bara (* 1962), nezávislá umělecká fotografka
- Uta Barth (* 1958), umělecká fotografie
- Ingeborg de Beausacq (1910–2003), módní a společenská fotografka v Brazílii
- Hilla Becherová (1934-2015) společně se svým bratrem Berndem vytvořili typologie průmyslových budov a staveb
- Katharina Behrend (1888–1973), viz seznam nizozemských fotografek
- Sibylle Bergemann (1941–2010), kronikářka společenského života ve východním Německu
- Ella Bergmann-Michel (1896–1971), abstraktní malířka, fotografka, filmařka
- Ruth Bernhardová (1905–2006), americká lesbická fotografka německého původu
- Barbara Metselaarová Bertholdová (1951–2024), fotografka a filmařka, žila v Berlíně a Uckermarku
- Emilie Bieberová (1810–1884), průkopnice, která si v Hamburku otevřela studio již v roce 1852
- Aenne Biermann (1898–1933) z hnutí Nová objektivita
- Ilse Bing (1899–1998), všestranná fotografka (móda, architektura atd.) Ve 20. až 50. letech, často s pozoruhodnými kompozicemi
- Anna Blume (1937-2011), inscenované fotografie a instalace, často zobrazující sebe a jejího manžela Bernharda
- Dorothy Bohmová (1924–2023), původem z Königsbergu, původně portréty, později pouliční fotografie, od roku 1985 barevně, viz seznam britských fotografek
- Jenny Bossard-Biow (1813 - po 1858), možná první žena v Německu, která vytvořila daguerrotypie
- Marianne Breslauer (1909–2001), aktivní na počátku 30. let
- Käthe Buchlerová (1876–1930), zaznamenávala každodenní život v Braunschweigu, včetně válečného úsilí, osiřelých dětí a zraněných vojáků
- Traude Bührmann (* 1942), spisovatelka, novinářka, fotografka
- Suse Byk (1884–1943), portrétní fotografka aktivní v Berlíně

## C
- Gladys Chai von der Laage (* 1953), sportovní fotografka
- Rosemarie Clausen (1907–1990), divadelní a portrétní fotografka

## D
- Maks Danneckerová (* 1976), fotografka aktivní v Berlíně a Salachu
- Hanne Darbovenová (1941–2009), konceptuální umělkyně poválečného německého umění 20. století, kresby založené na geometrických nebo algebraických operacích (sčítání, permutace, inverze), do papírových listů vpisovala čísla, znaky a slova, vztah mezi prostorem a časem, odkazy na historické události a události v jejím vlastním životě, publikace, filmy, skladby nebo instalace
- Wanda von Debschitz-Kunowski (1870–1935), portrétní fotografka, pedagožka
- Minya Diez-Dührkoop (1873–1929), profesionální fotografka se studiem v Berlíně

## E
- Frauke Eigen (* 1969), fotografka následků války v Kosovu

## F

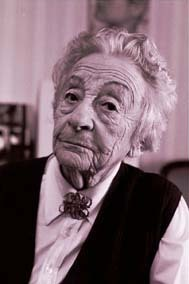
Gertrude Fehr (1895–1996)

- Claudia Fährenkemper (* 1959), fotografka krajiny
- Gertrude Fehr (1895–1996) zhotovovala solární fotografie
- Gisèle Freundová (1908–2000), viz seznam francouzských fotografek

## G
- Isa Genzkenová (* 1948), umělkyně, žije a pracuje v Berlíně, zkoumá hranice mezi výtvarným uměním, designem, architekturou, informačními technologiemi a individualitou. Jejími primárními médii jsou socha a instalace, v nichž využívá širokou škálu materiálů včetně betonu, sádry, dřeva a textilu. Pracuje také s fotografií, videem, filmem a koláží.
- Marie Goslich (1859–1936), fotografka sociálních témat atd., Pro časopisy
- Sophia Goudstikker (1865–1924), portrétistka a aktivistka za práva žen
- Liselotte Grschebina (1908–1994), viz seznam izraelských fotografek
- Julia Gunther (* 1979), dokumentární fotografka

## H

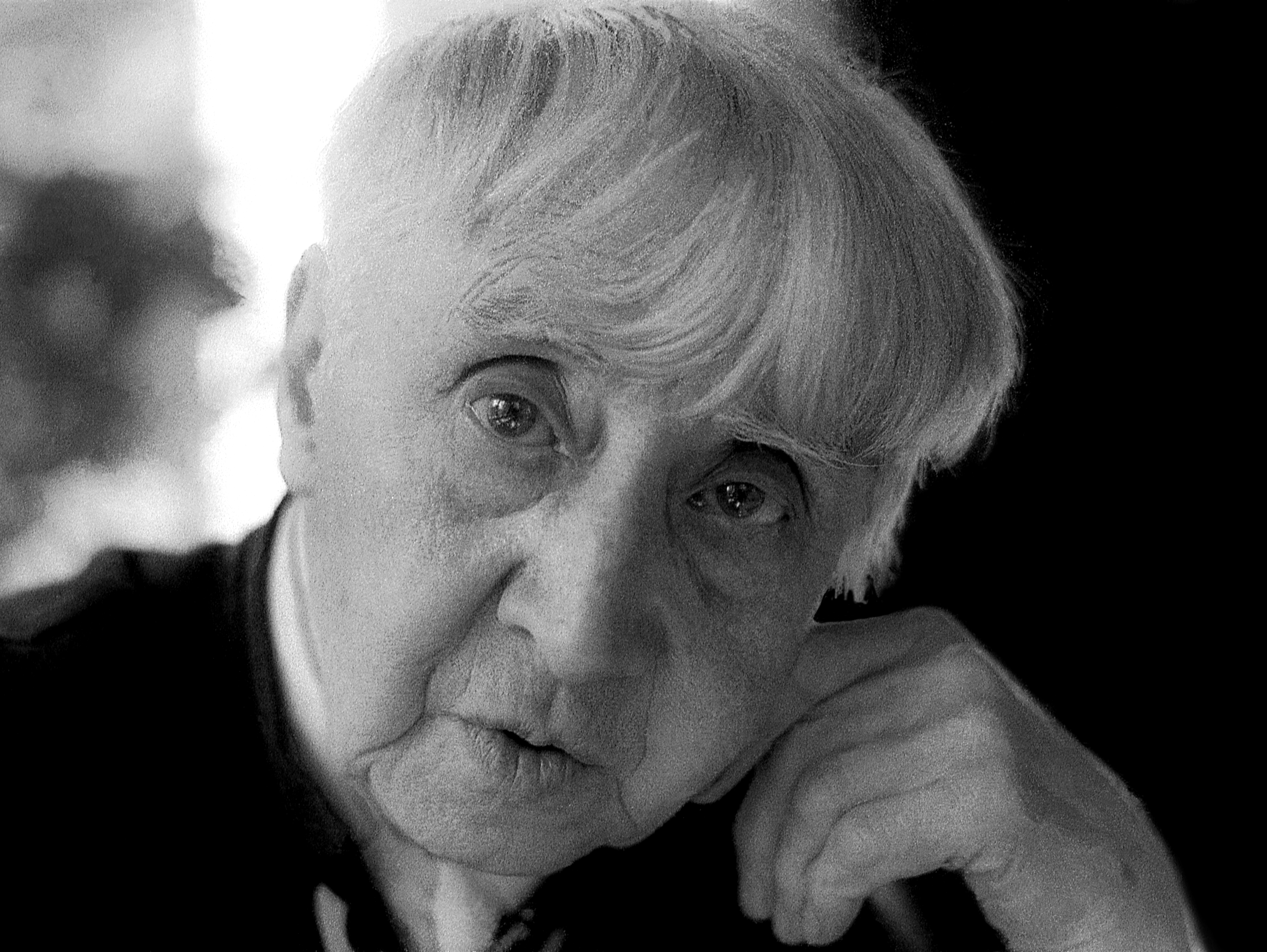
Hannah Höchová (1889–1978), průkopnice fotomontáží, zúčastnila se hnutí Dada

- Lisel Haas (1898–1989), německá židovská fotografka, která se přestěhovala do Británie
- Esther Haase (* 1966), fotografka, filmová režisérka
- Sandra Hastenteufel (* 1966), současná umělkyně, fotografka
- Roswitha Hecke (* 1944), fotoreportérka
- Annemarie Heinrich (1912–2005), viz seznam argentinských fotografek
- Nanna Heitmann (* 1994)
- Stephanie Heldová-Ludwigová (1871–1943), portrétní fotografka, provozovala renomovaný Atelier Veritas v Mnichově
- Lotte Herrlich (1883–1956), fotografka naturismu ve 20. letech 20. století
- Hannah Höchová (1889–1978), průkopnice fotomontáží, zúčastnila se hnutí Dada
- Marta Hoepffnerová (1912–2000), výtvarnice, fotografka, experimentovala s abstraktní fotografií, vytvářela fotogramy
- Candida Höferová (* 1944), vysoce přesná velkoformátová zobrazení pracovníků hostujících v Německu, interiéry, zoologické zahrady, zachycující psychologii sociální architektury
- Sabine Hornig (* 1964), fotografka a současná umělkyně zobrazující architekturu a městský život
- Walde Huth (1923–2011), módní fotografka

## Ch
- Joanna Chlebowska-Krause‎ (* 1975), polsko-německá malířka a fotografka, maluje a fotografuje převážně koně

## J
- Lotte Jacobi (1896–1990), původně rodinná fotografie, poté záběry Tádžikistánu a Uzbekistánu, ateliér od roku 1935 na Manhattanu, portréty osobností
- Charlotte Joël (asi 1882–1943), židovská portrétní fotografka

## K
- Ingeborg Kahlenberg (1920–1996), fotografka holandského odboje
- Ursula Kaufmann (* 1946), taneční a divadelní fotografka
- Johanna Keimeyer (* 1982), fotografka, výtvarnice
- Annette Kelm (* 1975), současná umělkyně, fotografka
- Erika Kiffl (* 1939), německá fotografka narozená v Československu, nejznámější svými uměleckými portréty. Ještě před „Becherovou školou“ v Düsseldorfu (Bernd a Hilla Becherovi, Andreas Gursky, Thomas Ruff) zpochybňovala rozdíly mezi dokumentární a uměleckou fotografií.
- Astrid Kirchherrová (1938–2020) fotografovala Beatles, než se stali slavnými
- Barbara Klemm (aktivní 1959–2004), novinářská fotografka
- Katrin Korfmann (* 1971), umělecká fotografka
- Eibe Maleen Krebs (* 1982), režisérka, fotografka
- Annelise Kretschmer (?)
- Monika Kropshofer (* 1952), malířka, fotografka
- Germaine Krull (1897–1985), fotografka, aktivistka
- Marie Kundt (1870–1932), fotografka, pedagožka

## L
- Lisa Larsen (1925–1959), fotožurnalistka pionýrka
- Laura Lasinsky (?-?), portrétní fotografka
- Erna Lendvai-Dircksen (1883–1962), fotografka venkovských jednotlivců, shromážděná v knihách, které se v nacistickém období dobře prodávaly
- Hildegard Lehnertová (1857–1943), malířka, fotografka, spisovatelka a ředitelka školy
- Esther Levine (* 1970), městská a pouliční fotografie
- Alice Lex-Nerlinger (1893–1975), artist in the media of painting, photography, photomontage a photograms
- Annelise Löffler (1914–2000), active in the world of dance
- Barbara Luisi (* asi 2000), fotografka a hudebnice
- Loretta Lux (* 1969), výtvarná fotografka známá surrealistickými portréty malých dětí
- Rut Blees Luxemburgová (* 1967), fotografka nočních scén
- Vera Lutterová (* 1960), německá umělkyně sídlící v New Yorku. Pracuje s několika formami digitálních médií, včetně fotografie, projekcí a video-zvukových instalací. Prostřednictvím mnoha procesů se její dílo zaměřuje na světlo a jeho schopnost artikulovat plynoucí čas a pohyb v rámci hmatatelného obrazu.

## M

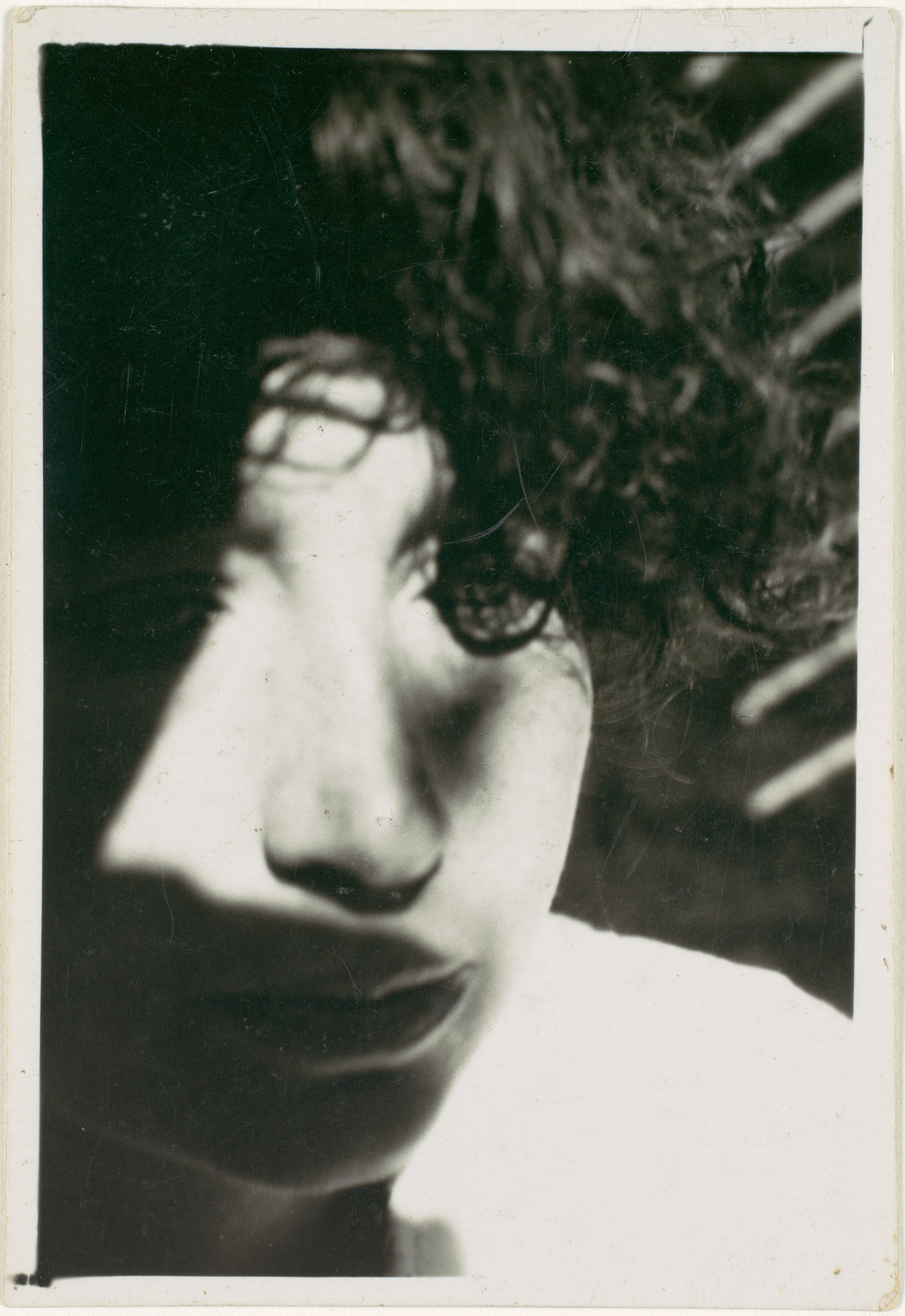
Lucia Moholyová (1894–1989)

- Ute Mahler (* 1949), lektorka a fotografka
- Melanie Manchot (* 1966) se specializuje na fotografie lidí na veřejnosti, někdy je vyzývá k svlékání
- Jeanne Mandello (1907–2001), moderní experimentální fotografka, studio v Paříži, se později přestěhovala do Jižní Ameriky
- Marie Anna Mayrová z Melnhofu (1919–2025), rakouská aristokratka a fotografka německého původu
- Alice Matzdorffová (1877–1932), portrétní fotografka
- Anne Menke (* 1967), německá redaktorská fotografka se sídlem v New Yorku
- Isolde Schmitt-Menzelová (1930–2022), designérka, autorka, ilustrátorka, grafička, fotografka a keramička. Schmitt-Menzelová byla „autorka Myši“.
- Hansel Miethová (1909–1998), viz seznam amerických fotografek
- Lucia Moholyová (1894–1989), viz seznam českých fotografek
- Hedda Morrison (1908–1991), rané fotografie Pekingu, Hongkongu a Sarawaku, později žila a vystavovala v Austrálii

## N
- Cathleen Naundorf (* 1968), umělkyně a fotografka
- Anja Niedringhaus (1965–2014), fotoreportérka, držitelka Pulitzerovy ceny
- Elisabeth Niggemeyerová (1930–2025), nejznámější jako fotografka pro Die gemordete Stadt („Zavražděné město“), obsahující klasickou kritiku poválečného německého urbanismu, a díky své práci o dětech a pedagogice
- Simone Nieweg (* 1962), krajinářka
- Margret Nissen (* 1938), fotografka architektury
- Sonya Noskowiaková (1900–1975), spolupracovala s Edwardem Westonem

## O
- Hildegard Ochse (1935–1997), fotografka na volné noze, pedagožka
- Li Osborne (1883–1968), německá, později britská fotografka a sochařka

## P

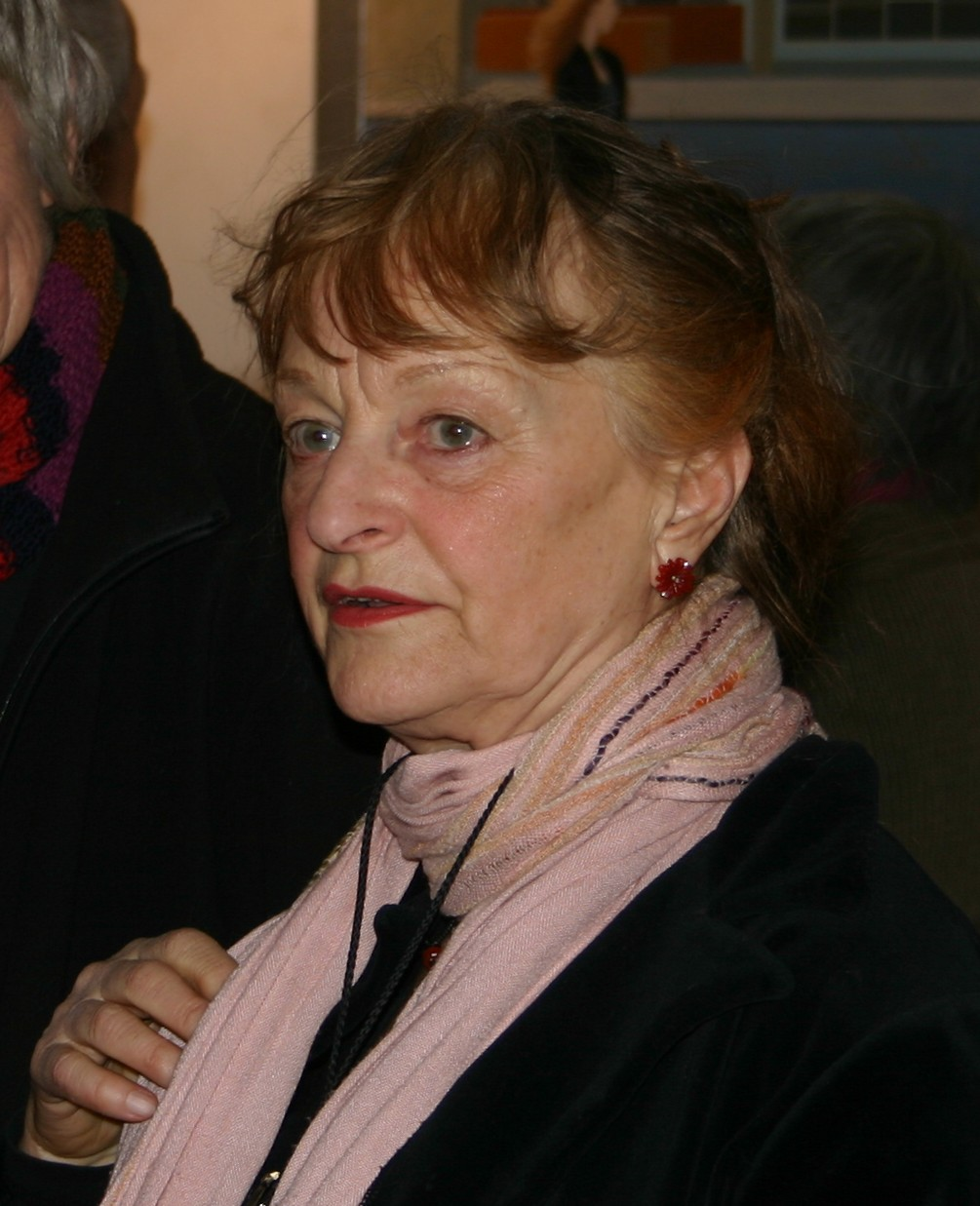
Helga Parisová (1938–2024), fotografka se specializací na východoněmecké pouliční scény

- Suzanne Pastorová (* 1952), umělkyně německo-amerického původu se sídlem v Praze. Je známá svým trojrozměrným přístupem k fotografii, zejména svými skleněnými knižními plastikami.
- Helga Parisová (1938–2024), fotografka se specializací na východoněmecké pouliční scény
- Angelika Platen (* 1942), portrétní fotografka
- Bettina Pousttchi (* 1971), německo-íránská sochařka, fotografka, filmařka
- Barbara Probst (* 1964), současná umělkyně, fotografka
- Anne-Katrin Purkiss (* 1959), portrétní fotografka

## R
- Katja Rahlwes (* 1967), módní fotografka
- Elfriede Reicheltová (1883–1953), umělecká fotografka
- Claudia Reinhardtová (* 1964), současná německá fotografka
- Regina Relang (1906–1989), módní fotografka
- Evelyn Richter (1930–2021), umělecká fotografka aktivní v sociálně dokumentární fotografii
- Ursula Richterová (1886–1946), taneční a divadelní fotografie v Drážďanech
- Leni Riefenstahlová (1902–2003), filmová režisérka a tanečnice, která také zveřejnila fotografie kmenů Nuba v Súdánu a později mořský život
- Frieda Riess (1890 – asi 1955), portrétní fotografka ve 20. letech 20. století s ateliérem v centru Berlína
- Hildegard Rosenthal (1913–1990), německá fotografka, která se po emigraci do Brazílie stala fotoreportérkou a významnou fotografkou
- Renate Rössingová (1929–2005), nejznámější snímky v domovských městech Lipsko a Drážďany během padesátých a šedesátých let; fotožurnalistika, portrétní fotografie a krajinu, každodenní život v dobách poválečné rekonstrukce v NDR, spolupracovala se svým mužem Rogerem Rössingem

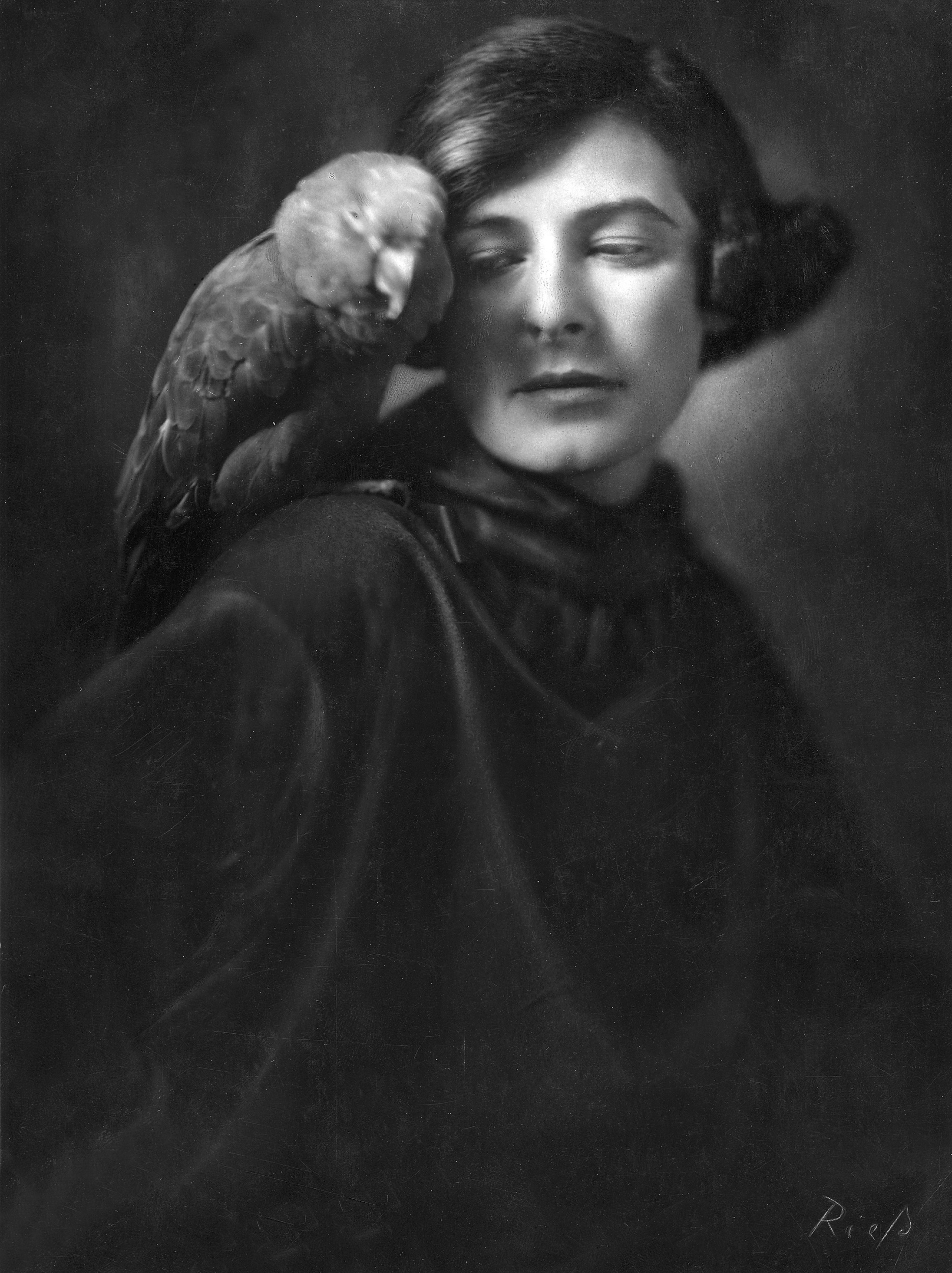
Frieda Riess (1890 – asi 1955), portrétní fotografka ve 20. letech 20. století s ateliérem v centru Berlína
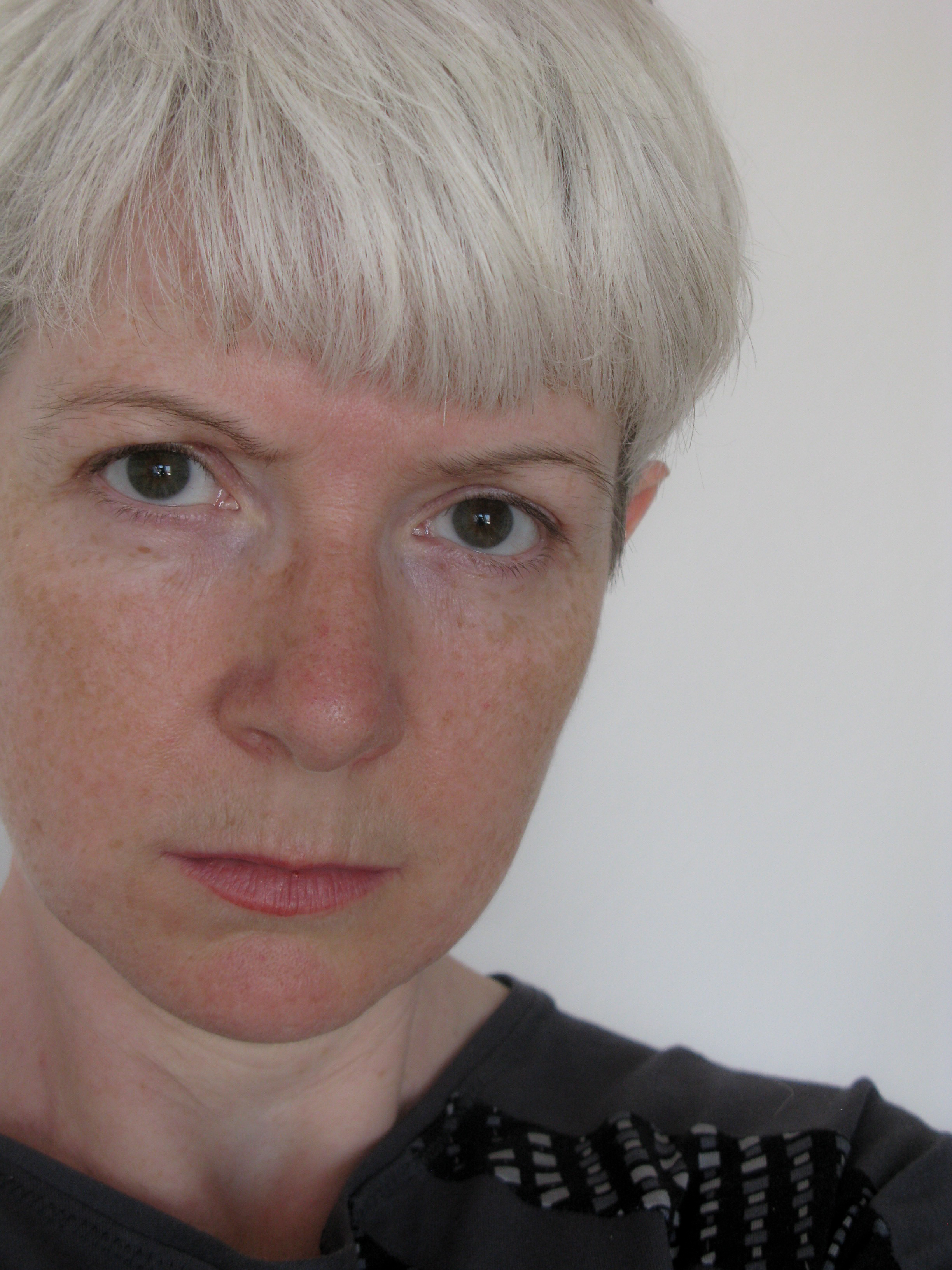
Claudia Reinhardtová (* 1964), současná německá fotografka
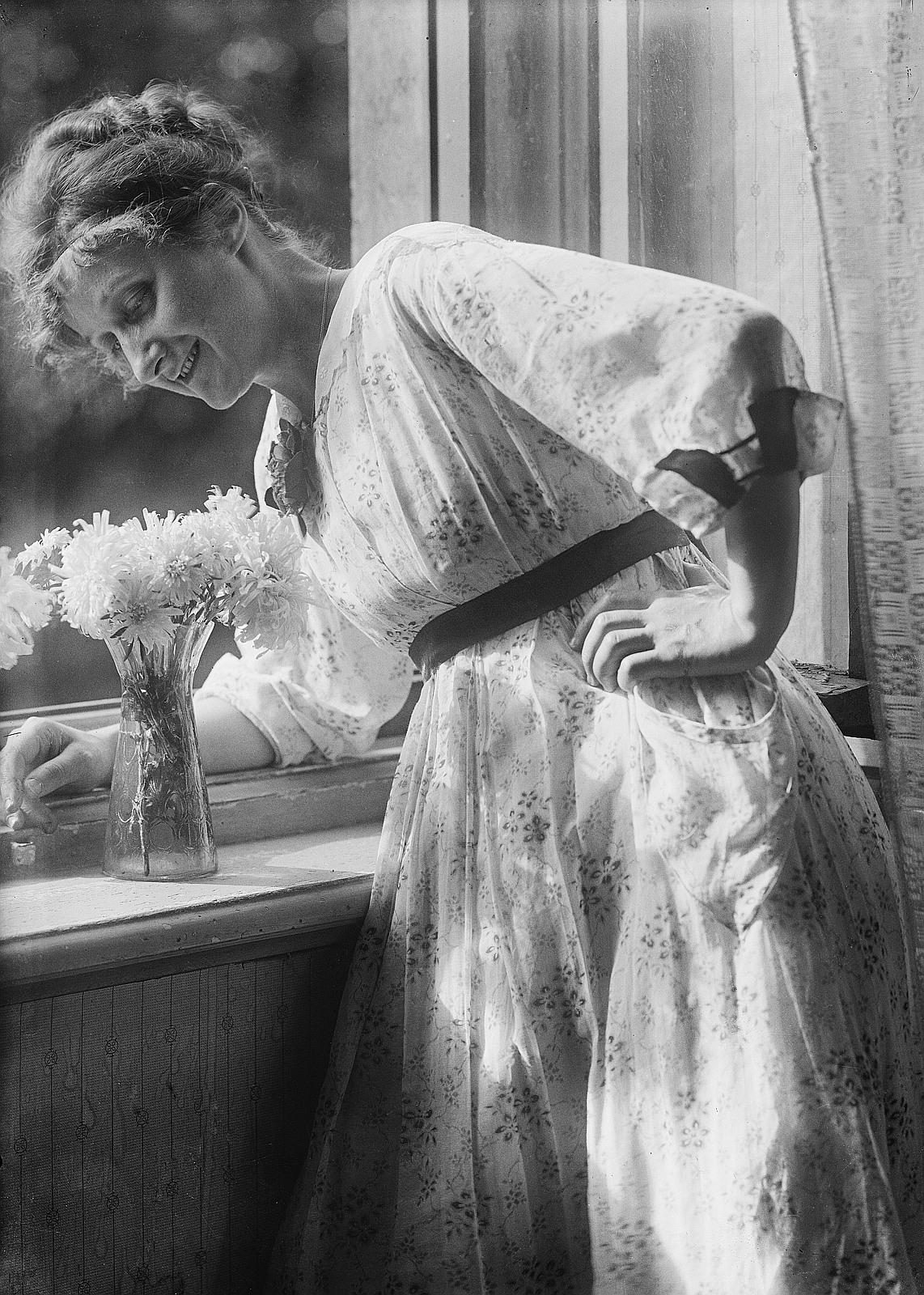
Ursula Richterová (1886–1946), taneční a divadelní fotografka v Drážďanech

## S
- Eva Sandberg-Xiao (1911–2001), fotografka působící v Rusku a Číně
- Thyra Schmidt (* 1974), umělecká fotografka, nová média
- Stefanie Schneider (* 1968), fotografka amerického západu
- Ursula Schulz-Dornburg (* 1938), autorka černobílých fotografií
- Gundula Schulze Eldowy (* 1954), umělecká fotografka
- Hanni Schwarz (* asi 1901), fotografka aktů a portrétů
- Else Seifert (1879–1968), fotografka architektury
- Heji Shin (* 1976), umělecká a módní fotografka
- Katharina Sieverdingová (* 1944 v Praze), fotografka a vysokoškolská učitelka, autoportréty
- Kristina Söderbaum (1912–2001), německá filmová herečka narozená ve Švédsku, producentka a fotografka. Proslavila se především v rolích v nacistických filmech.
- Annegret Soltau (* 1946), sešívané fotomontáže lidského těla
- Lotte Stam-Beese (1903–1988), německá fotografka, architektka a urbanistka. Podílela se na rekonstrukci Rotterdamu po druhé světové válce.
- Grete Stern (1904–1999), viz seznam argentinských fotografek
- Liselotte Strelow (1908–1981), portrétní fotografka

## T
- Edith Tar (1944–2021), německá fotografka, editorka a video umělkyně narozená v Československu
- Gerda Taro (1910–1937), raná válečná fotografka, reportáže ze španělské občanské války, zejména Valencie, publikované v magazínech Life a Illustrated London News
- Elsa Thiemann (1910–1981), pouliční fotografka, studovala v Bauhausu
- Abisag Tüllmann (1935–1996), fotožurnalistka

## U
- Ellen von Unwerth (* 1954), fotografka erotické ženskosti

## V
- Jutta Vialon (1917–2004), působila v Brémách
- Ica Vilander (1921–2013), německá fotografka narozená v Československu
- Gabriele Viertel (* 1969), německá výtvarná fotografka a umělkyně žijící v Nizozemsku
- Brigitte Voigtová (1934–2025), fotografka a redaktorka, přes 20 let vedla fotografické oddělení časopisu Magazin
- Christa Frieda Vogel (* 1960), dokumentární fotografka

## W
- Erna Wagner-Hehmke (1905-1992), studio v Düsseldorfu
- Bertha Wehnert-Beckmann (1815–1901), první německá profesionální fotografka s fotostudiem v Lipsku od roku 1843
- Anna Werner (born 1941), spojená s Der Harem
- Marianne Wex (1937–2020), feministka, fotografka a spisovatelka
- Ruth Wilhelmi (1904–1977), divadelní fotografka
- Madeline Winkler-Betzendahl (1899–1995), módní a divadelní fotografka
- Anne Winterer (1894–1938), ateliér v Düsseldorfu, portréty, průmyslové předměty
- Marta Wolffová (1871–1942), portrétní fotografka, oběť holokaustu
- Ursula Wolff Schneider (1906–1977), fotografka a fotožurnalistka

## Y
- Yva (1900 – asi 1942), německá židovská fotografka, vícenásobné expozice

## Z
- Bertha Zillessen (1872-1936)
- Bettina von Zwehl (* 1971), portrétní fotografka, se sídlem v Londýně